# 米德 (科罗拉多州)
米德（英語：Mead），是美国科罗拉多州韦尔德县下属的一座城市。建市于1908年3月17日，面积大约为9.698平方英里（25.117平方公里）。根据2010年美国人口普查，该市有人口3,405人。2011年估计该市有人口3,484人，相比2010年人口增长率为2.32%。同时，论人口该市是科罗拉多州第89大城市。